# Slettfjell
Das Slettfjell (norwegisch für Flacher Berg) ist ein Berg von geringer Höhe im ostantarktischen Königin-Maud-Land. Er ragt 1,5 km westlich der Aurhø in der Regulakette des Ahlmannryggen auf.
Norwegische Kartografen benannten den Berg deskriptiv und nahmen anhand von Luftaufnahmen und Vermessungen der Norwegisch-Britisch-Schwedischen Antarktisexpedition (1949–1952) eine Kartierung vor.